# Подлинный Вермеер
«Подлинный Вермеер» (нидерл. Een echte Vermeer; также «Ван Мегерен», англ. A Real Vermeer — «Настоящий Вермеер») — фильм в жанре биографическая драма 2016 года голландского режиссёра Рудольфа ван ден Берга. Он был включён в число 11 фильмов, которые могли бы представлять Нидерланды на 89-й церемонии вручения кинопремии «Оскар» в номинации Лучший фильм на иностранном языке, но в итоге уступил это право ленте «Тонио» (нид.) режиссёра Паулы ван дер Уст (нид.).

## Сюжет
Хан ван Меегерен — нидерландский живописец, портретист, один из известнейших фальсификаторов XX века, прославившийся подделкой картин художников XVII века Яна Вермеера и Питера де Хоха.

## В ролях
- Ерун Шпиценбергер (нид.) — Хан ван Меегерен
- Лизе Ферин (англ.) — Йоланка Лакатос
- Рёланд Фернхут — Тео ван дер Пас
- Порги Франссен — Абрахам Бредиус
- Деви Рейс — Анна ван Меегерен
- Мингус Дагелет — Йак ван Меегерен
- Раймонд Тири — прокурор
- Клод Гумберт — Герман Геринг